# Sinchao
Sinchao es una villa peruana ubicada en el distrito de El Tallán, perteneciente a la provincia y departamento de Piura, al norte del Perú. 

## Ubicación
Sinchao se ubica al suroeste de la provincia de Piura, en el distrito de El Tallán, en el departamento de Piura.

## Demografía
En 2017 Sinchao tenía una población de 2078 habitantes.
| Gráfica de evolución demográfica de Sinchao entre 1993 y 2017 |
|                                                               |
| Fuentes: Población 1993 y 2017                                |